# Варваринская
Варваринская (в верховье Малая Варварка, Березовка) — река в России, протекает в Тюменской области. Устье реки находится в 190 км по правому берегу реки Тобол. Длина реки составляет 45 км. Протекает через озёра Малое Тонкое, Камышовое, Амальбы, Большое Шавеево, Малое Шавеево.
Система водного объекта: Тобол → Иртыш → Обь → Карское море.

## Данные водного реестра
По данным государственного водного реестра России относится к Иртышскому бассейновому округу, водохозяйственный участок реки — Тобол от впадения реки Исеть и до устья, без рек Тура, Тавда, речной подбассейн реки — Тобол. Речной бассейн реки — Иртыш.
Код объекта в государственном водном реестре — 14010502612111200008443.